# Список дипломатических миссий Руанды

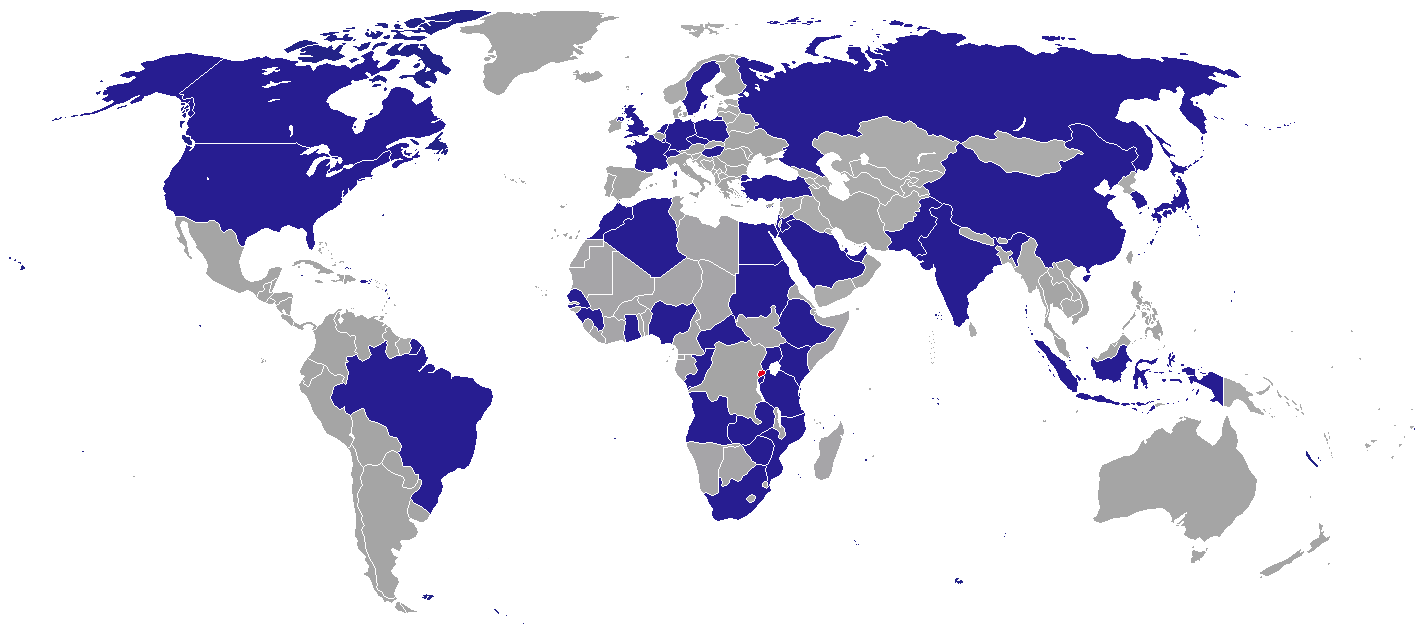
Дипломатические миссии Руанды

Список дипломатических миссий Руанды — перечень дипломатических миссий (посольств) и представительств Руанды в странах мира (не включает почётных консульств).

## Европа
- Бельгия
  - Брюссель (посольство)
- Великобритания

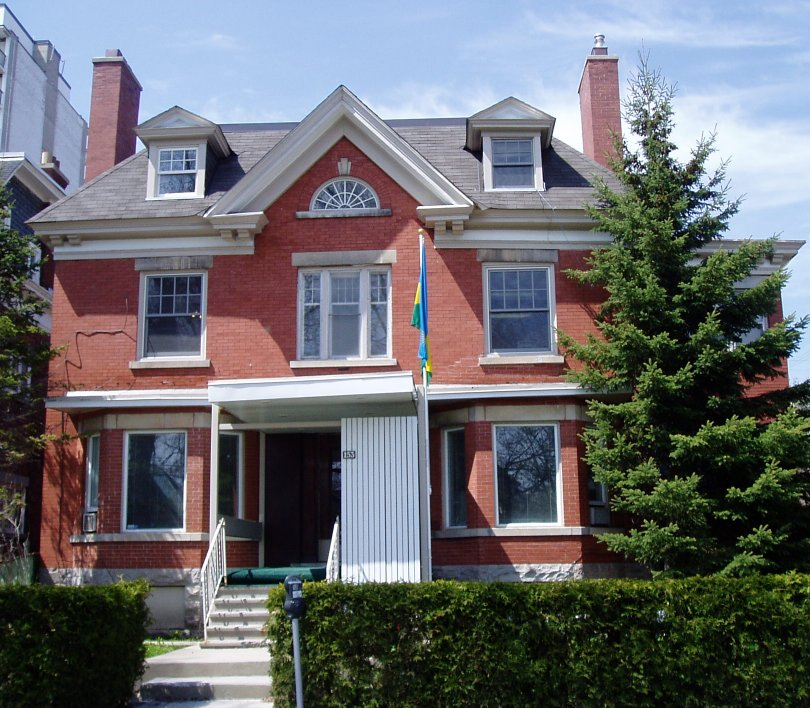
Посольство Руанды в Оттаве

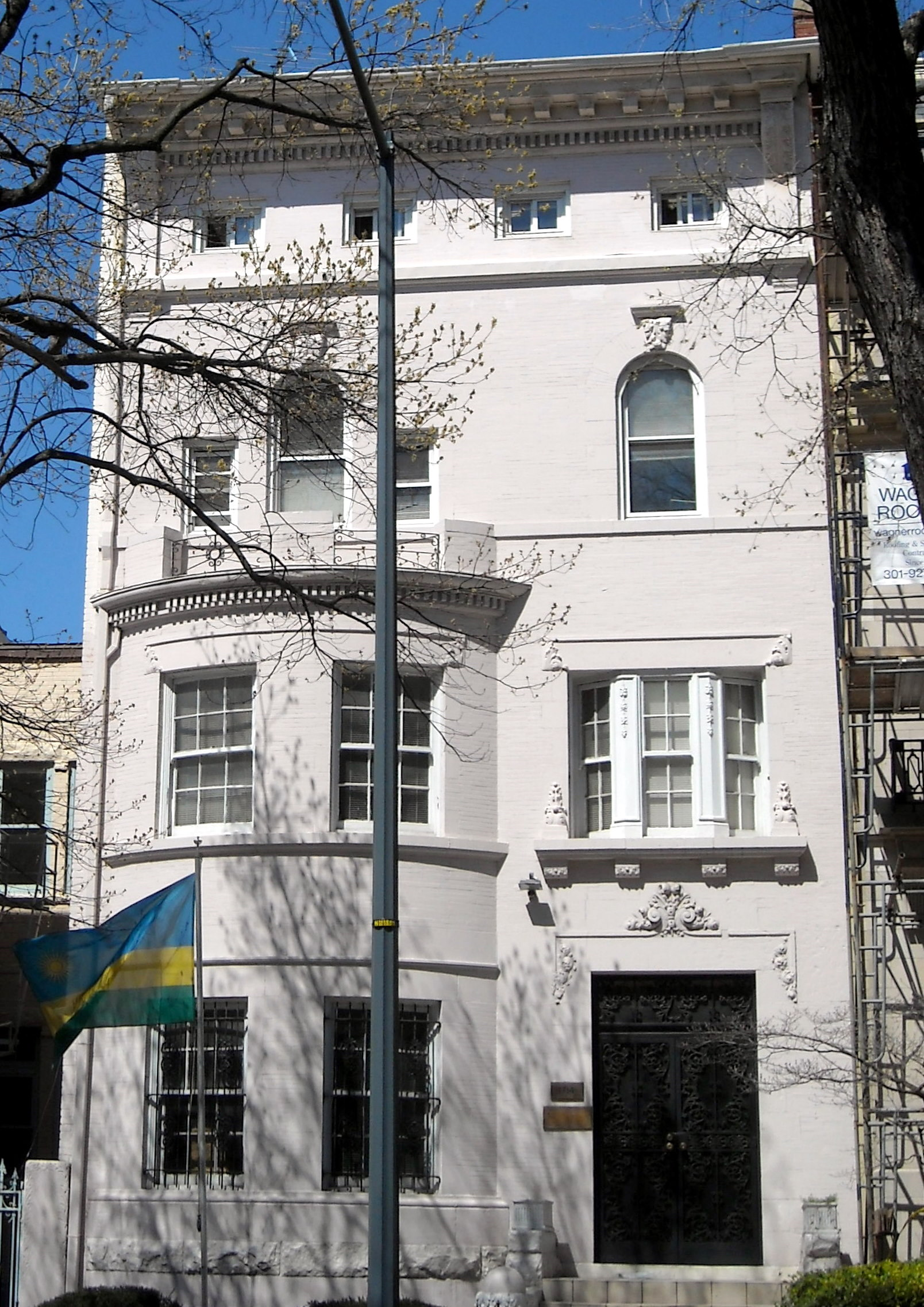
Посольство Руанды в Вашингтоне

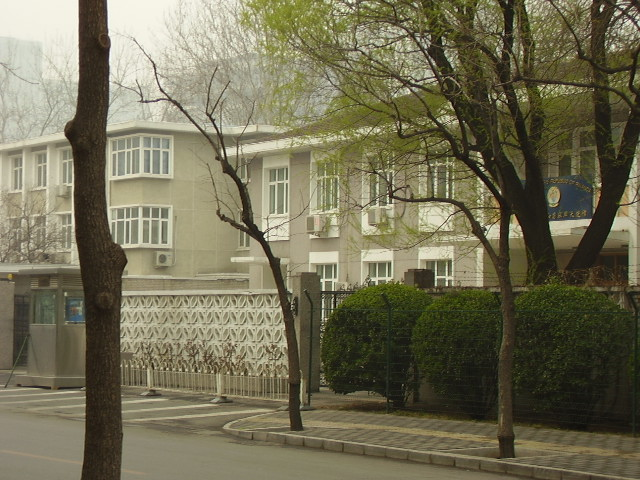
Посольство Руанды в Пекине

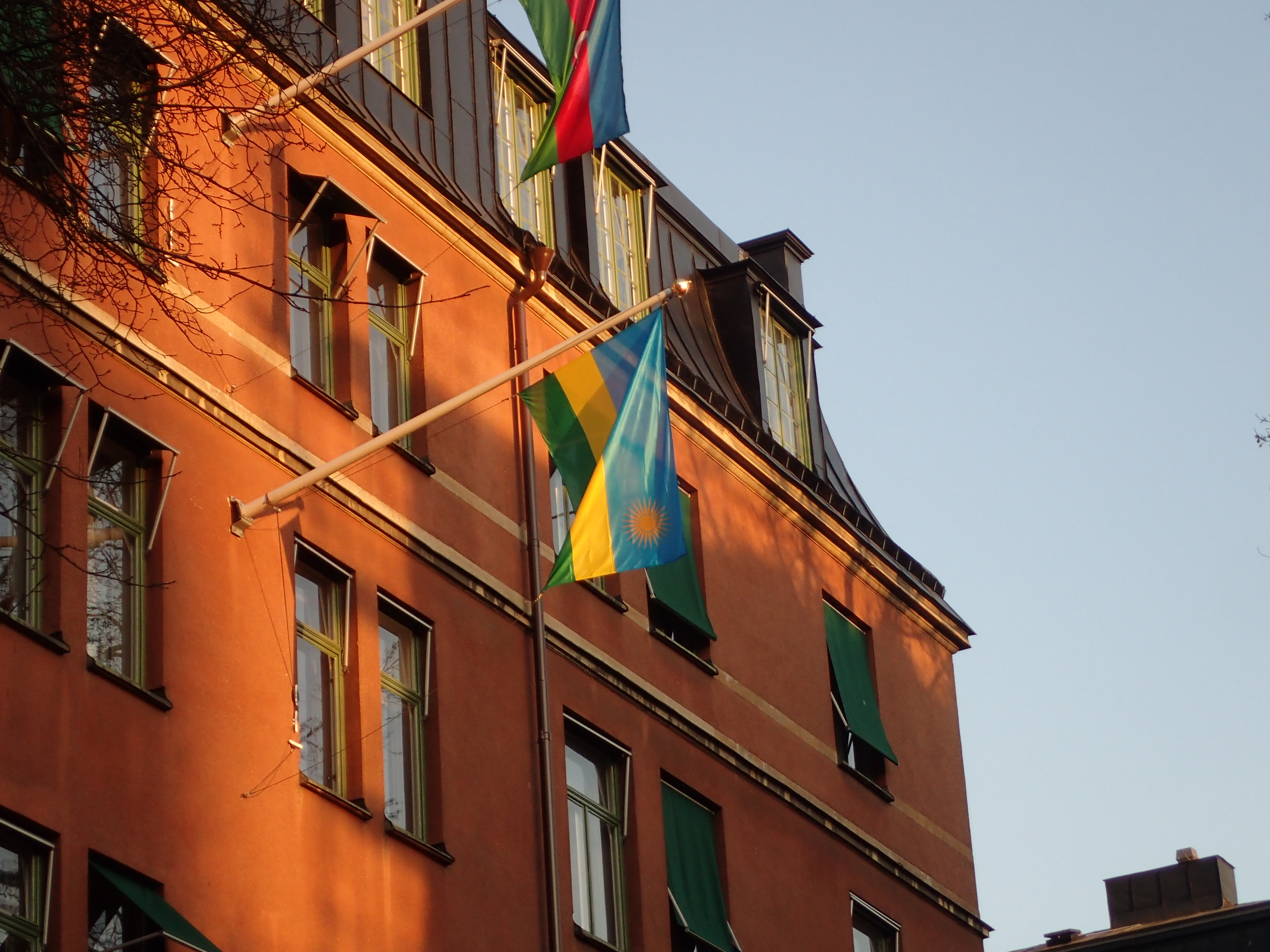
Посольство Руанды в Стокгольме

  - Лондон (высшее уполномоченное представительство)
- Германия
  - Берлин (посольство)
- Нидерланды
  - Гаага (посольство)
- Франция
  - Париж (посольство)
- Швейцария
  - Женева (посольство)
- Швеция
  - Стокгольм (посольство)
- Россия
  - Москва (посольство)

## Азия
- Индия
  - Нью-Дели (высшее уполномоченное представительство)
- Китай
  - Пекин (посольство)
- Республика Корея
  - Сеул (посольство)
- Сингапур
  - Сингапур (высшее уполномоченное представительство)
- Япония
  - Токио (посольство)

## Америка
- Канада
  - Оттава (высшее уполномоченное представительство)
- США
  - Вашингтон (посольство)

## Африка
- Бурунди
  - Бужумбура (посольство)
- Кения
  - Найроби (высшее уполномоченное представительство)
- ДР Конго
  - Киншаса (посольство)
- Нигерия
  - Абуджа (высшее уполномоченное представительство)
- Сенегал
  - Дакар (посольство)
- Судан
  - Хартум (посольство)
- Танзания
  - Дар-эс-Салам (высшее уполномоченное представительство)
- Уганда
  - Кампала (высшее уполномоченное представительство)
- Эфиопия
  - Аддис-Абеба (посольство)
- ЮАР
  - Претория (высшее уполномоченное представительство)

## Международные организации
- Аддис-Абеба (постоянное представительство при Африканском союзе)
- Брюссель (представительство при ЕС)
- Женева (постоянное представительство при ООН и международных организациях)
- Нью-Йорк (постоянное представительство при ООН)